# Чович, Анте (хорватский футболист)
А́нте Чо́вич (хорв. Ante Čović; 31 августа 1975, Западный Берлин) — хорватский футболист и футбольный тренер.

## Карьера

### Клубная
Карьеру игрока начинал в сплитском «Хайдуке», где выступал до 1994 года, после чего подписал контракт с «Штутгартом». В первом сезоне провёл 13 игр, отличился дважды, в следующем сезоне выступал за «Нюрнберг», провёл 24 игры и забил всего один гол, а летом 1996 года перешёл в «Герту». В своём первом сезоне в составе берлинцев провёл 28 матчей, быстро став игроком основного состава.
В 2000 году Чович покинул «Герту», проведя в последнем сезоне всего шесть игр. Летом того же года подписал контракт с «Бохумом», однако остался в его резервном составе и не закрепился в клубе, проведя всего 5 игр за основной состав. Из-за этого вынужден был уйти в «Саарбрюккен», выступавший во Второй Бундеслиге.
Отыграв 20 игр и отличившись дважды за саарцев, Чович вернулся в «Герту», но уже в качестве игрока второго состава (дебют пришёлся во время первенства Регионаллиги «Север»). Единственную игру в Бундеслиге в тот период провёл 17 февраля 2007 года против «Майнца». Карьеру завершил в 2010 году, окончил тренерские курсы и возглавил юношескую команду берлинцев. С 2013 по 2019 год возглавлял дубль «Герты», а после ухода Паля Дардаи назначен главным тренером на сезон 2019/20.

### В сборной
Выступал за разные молодёжные сборные Хорватии (суммарно 14 игр и 4 гола). В основную сборную не вызывался.

## Достижения
- Бронзовый призёр чемпионата Германии: 1999